# Jerzy Szarlip

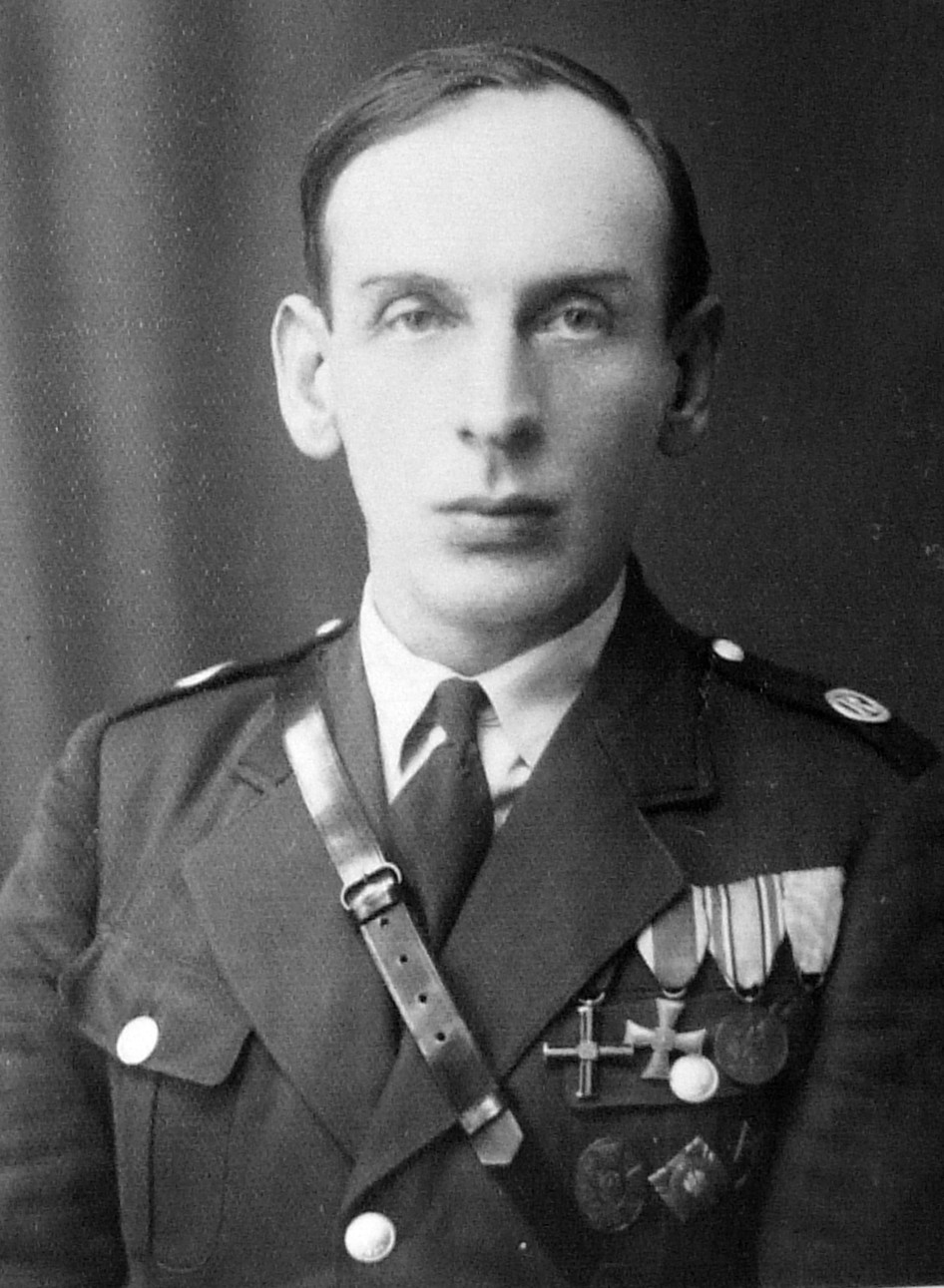
Jerzy Marian Szarlip

Jerzy Marian Szarlip (ur. 10 lipca 1900 w Baku, zm. ok. 1947) – starszy żandarm Wojska Polskiego.

## Życiorys
Urodził się 10 lipca 1900 w Baku, w rodzinie Konstantego i Walerii z Broczkowskich. Ukończył cztery klasy gimnazjum rosyjskiego w Zamościu.
28 października 1915, w czasie I wojny światowej, wstąpił do Legionów Polskich i przydzielony do Baonu Uzupełniającego Nr 2. W szeregach 7. kompanii 2 Pułku Piechoty odbył kampanię wołyńską. W listopadzie 1917, po złożeniu przysięgi, został przyjęty do Polskiego Korpusu Posiłkowego i mianowany sekcyjnym. W kwietniu 1918 awansował na plutonowego.
3 listopada 1918 wstąpił jako ochotnik do Żandarmerii Krajowej powiatu hrubieszowskiego w szarży starszego żandarma. W lipcu 1922 został mianowany pełniącym obowiązki urzędnika w XI stopniu służbowym w „Urzędzie Starościńskim” w Zamościu. W 1927 został przeniesiony do Starostwa Powiatowego w Hrubieszowie. Dwa lata później jako rejestrator starostwa hrubieszowskiego awansował do X stopnia służbowego, a w styczniu 1930 został mianowany sekretarzem w X stopniu służbowym. Z dniem 1 kwietnia 1937 został przeniesiony w stan spoczynku na podstawie orzeczenia komisji lekarskiej. Był członkiem komisji rewizyjnej miejscowego Oddziału Związku Legionistów Polskich.

## Ordery i odznaczenia
- Krzyż Niepodległości – 25 lutego 1932 „za pracę w dziele odzyskania niepodległości”[9]
- Krzyż Walecznych – 26 października 1922 „za czyny orężne w czasie bojów Legionów Polskich”[10]
- Medal Pamiątkowy za Wojnę 1918-1921 „Polska Swemu Obrońcy”
- Medal Dziesięciolecia Odzyskanej Niepodległości
- Odznaka II Brygady Legionów Polskich